# Guelaat Bou Sbaa
Guelaat Bou Sbaa (în arabă قلعة بوسبع) este o comună din provincia Guelma, Algeria.
Populația comunei este de 5.635 de locuitori (2008).